# Neckar-Dampfschiff

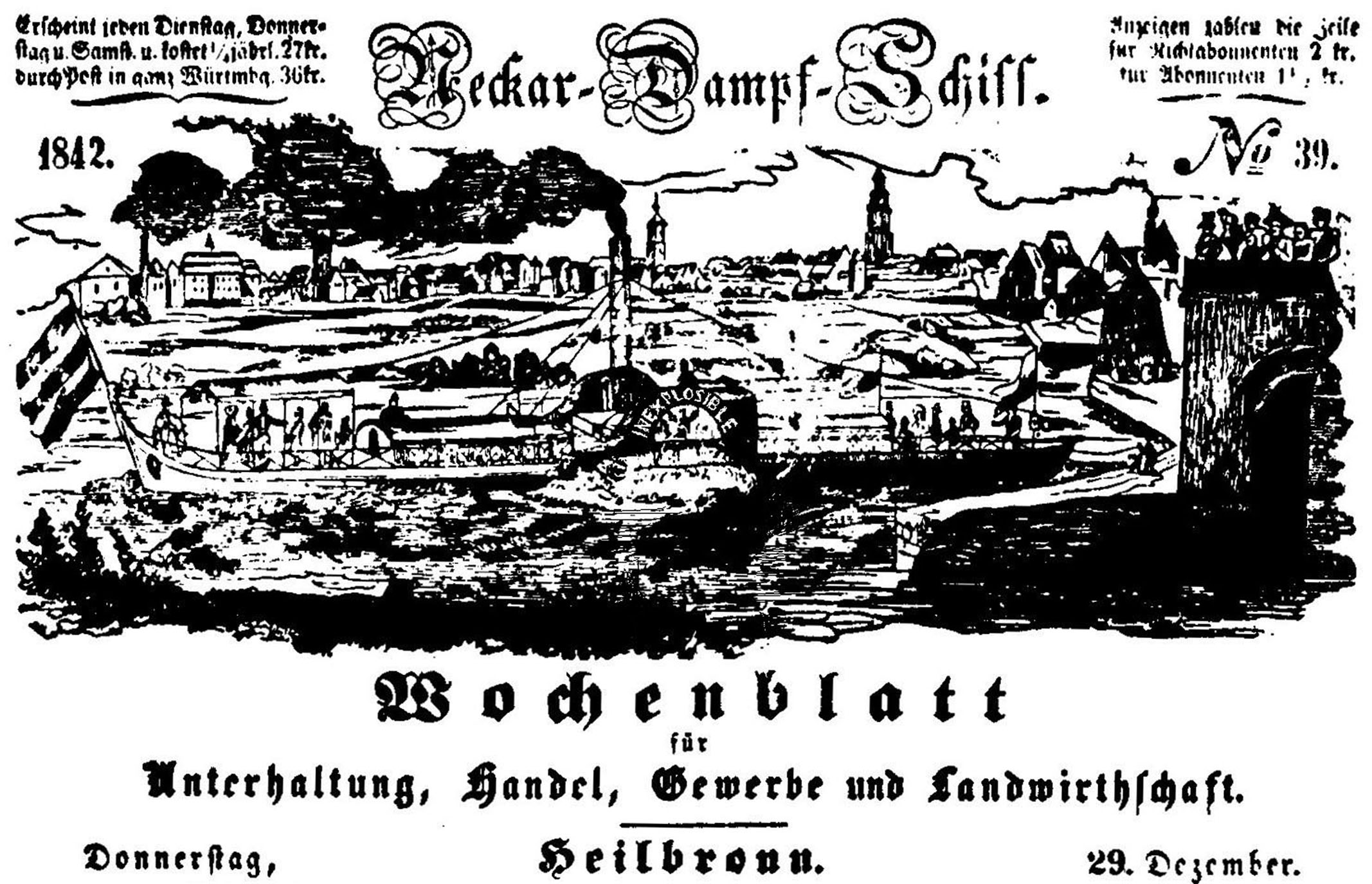
Titelseite des Neckar-Dampfschiffs 1842

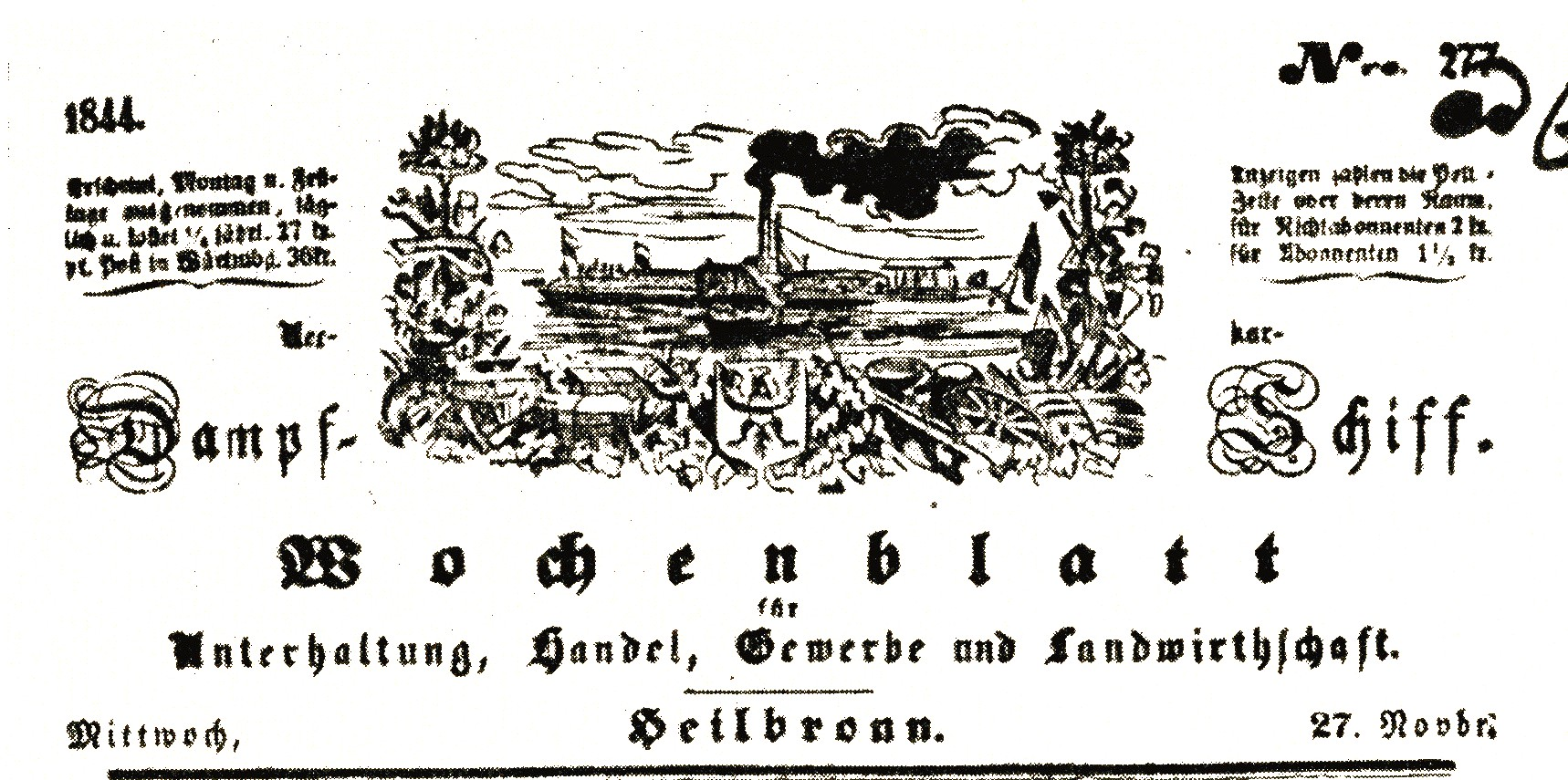
Titelseite 1844 mit dem Adler

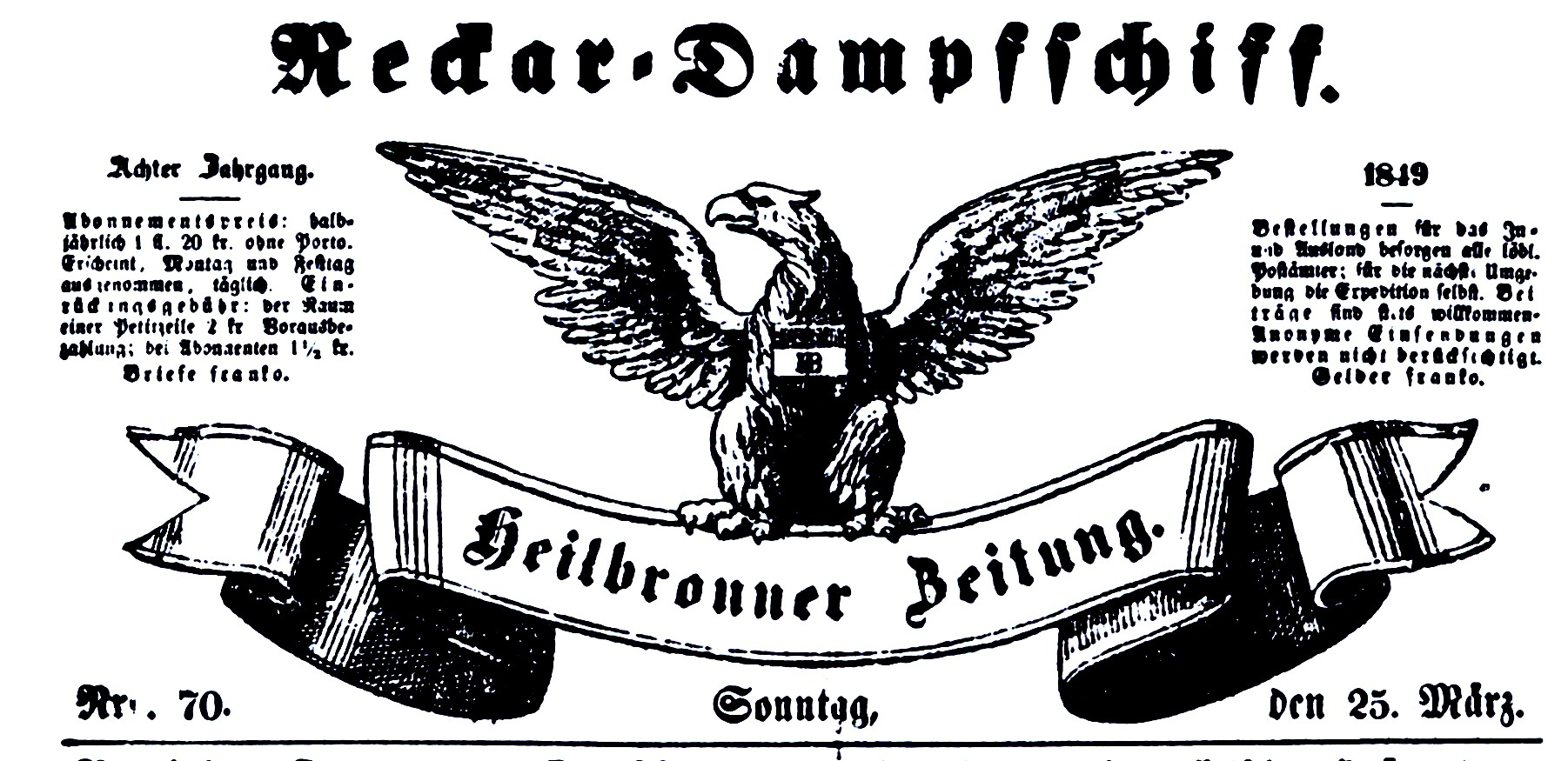
Titelseite des Neckar-Dampfschiff 1849 bis 1853 mit dem Untertitel „Heilbronner Zeitung“

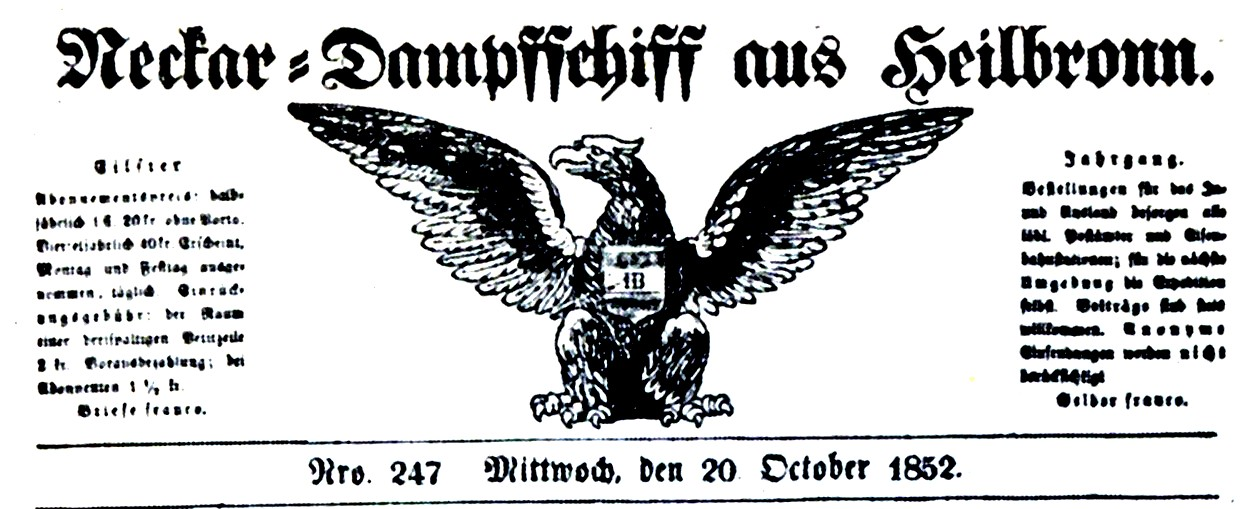
Aus dem Neckar-Dampfschiff ging das Neckar-Dampfschiff aus Heilbronn hervor

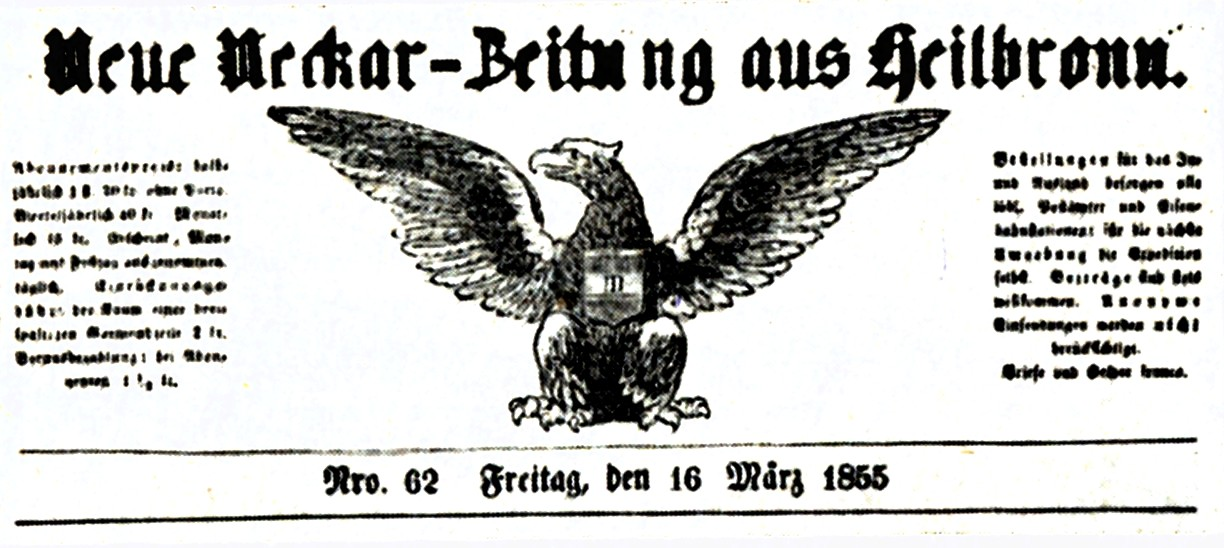
Aus dem Neckar-Dampfschiff aus Heilbronn ging die Neue Neckarzeitung aus Heilbronn hervor

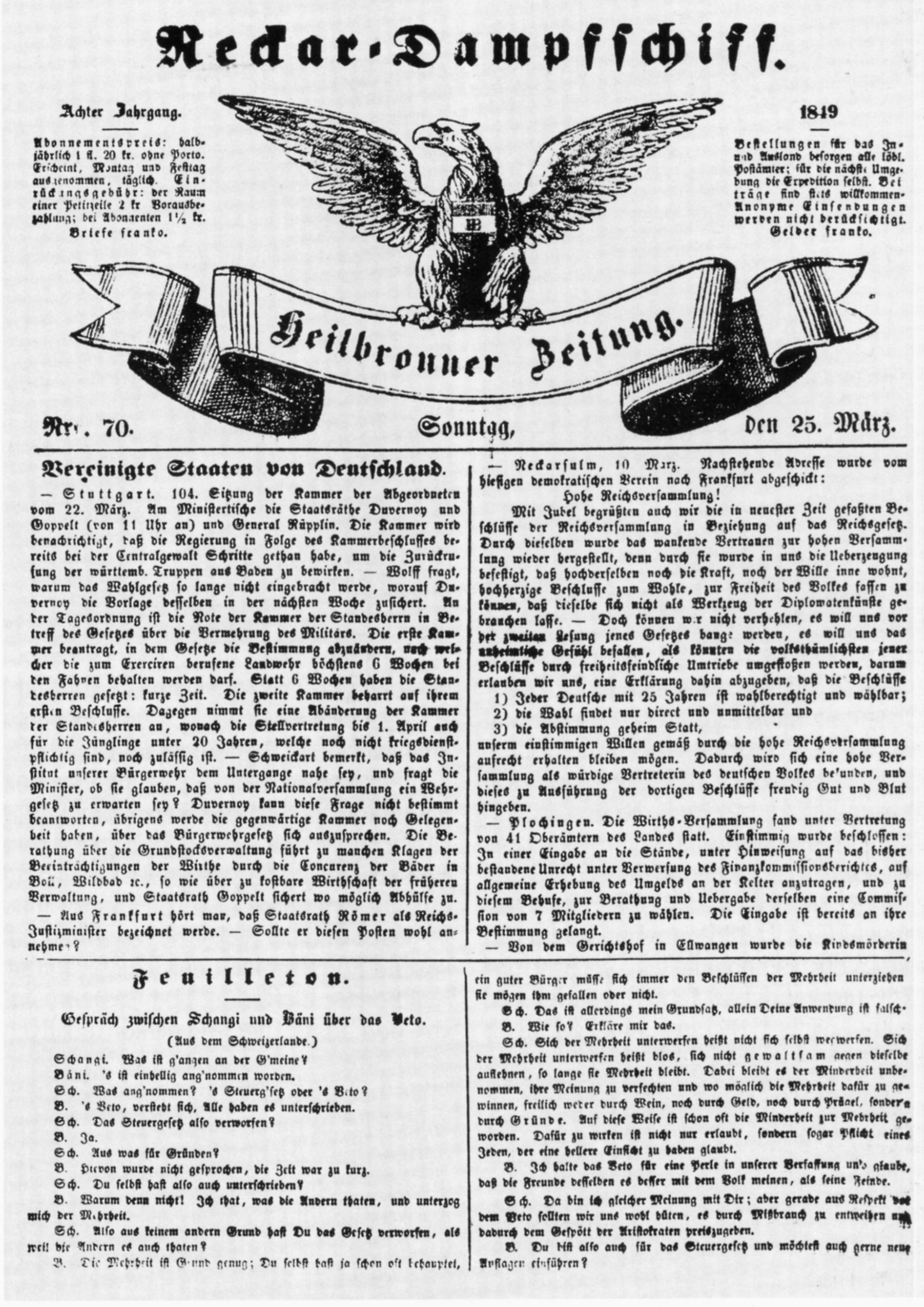
Ausgabe vom 25. März 1849

Das Neckar-Dampfschiff war eine von Oktober 1842 bis Dezember 1853 in Heilbronn erscheinende demokratische Tageszeitung.

## Geschichte
Seit der Erfindung des Buchdrucks bis weit ins 19. Jahrhundert durfte in Heilbronn nur gedruckt werden, was vom Rat der Stadt genehmigt war. Als so konzessionierte Zeitung erschien seit 1744 das Intelligenz-Blatt (das später Heilbronner Wochenblatt, dann Heilbronner Tagblatt hieß und schließlich ab 1861 Neckar-Zeitung). Erst 1842 begann mit der Herausgabe des Neckar-Dampfschiffs, das erstmals Pressefreiheit für sich reklamierte und revolutionäre Ideen vertrat, die Ära einer kritischen Presse in Heilbronn.
Das Neckar-Dampfschiff erschien mehrmals pro Woche am Dienstag, Donnerstag und Samstag. Der Name der Zeitung leitet sich von der seit 1841 bestehenden Neckar-Dampfschifffahrt ab, die damals das modernste Verkehrsmittel der Zeit war.
Das Neckar-Dampfschiff hatte sich den Ideen der Märzrevolution verschrieben und wurde von August Ruoff erstmals am 6. Oktober 1842 herausgegeben. Ruoff war Buchdrucker und hatte bereits 1841 die Konzession für die Herausgabe einer Heilbronner Zeitung mit Neckarblättchen bekommen. Im Februar 1848 verkaufte er seine Druckerei mit der Zeitung an Heinrich Güldig. Ruoff war einer der leitenden Persönlichkeiten der Heilbronner Bürgerwehr und gehörte zu den Köpfen der Widerständler. Dementsprechend hat er sich in seiner Zeitung den Gedanken der Heilbronner Demokraten von 1848 gewidmet.
Ruoff stand im ständigen Widerstreit mit den in Stuttgart ansässigen Zensurbehörden des württembergischen Staates. Diese lehnten z. B. einen Artikel Ruoffs ab, in dem er einen türkischen Herrscher den „weisesten aller europäischen Fürsten seiner Zeit“ genannt hatte.
Ein Redakteur des Neckar-Dampfschiffs war der Apothekergehilfe Adolph Majer, der auf Versammlungen aufrührerische Reden hielt. Majer gelangte am 4. April 1848 in Untersuchungshaft auf den Hohenasperg. Ihm gelang im Februar 1849 die Flucht.
Der Redakteur des Neckar-Dampfschiffs Wilhelm Binder wurde zu mehreren Jahren Freiheitsstrafe auf dem Asperg verurteilt.

## Neckar-Dampfschiff aus Heilbronn
Im Jahre 1848 wurde das Neckar-Dampfschiff von dem Verleger Heinrich Güldig übernommen. Er gab das Blatt bis 1852 als Neckardampfschiff aus Heilbronn heraus. Güldig, der Nachfolger Ruoffs, wurde von der staatlichen Zensurbehörde als „verdorbener Kaufmann aus Waiblingen, der wiederholt bankrott gemacht und Monate lang wegen Pressevergehen im Gefängnis gesessen habe“ bezeichnet.

## Neue Neckar-Zeitung aus Heilbronn
1854 änderte Verleger Güldig den Namen des Blattes in Neue Neckarzeitung aus Heilbronn. Das neue Blatt war im Typus vom Vorgängerblatt kaum zu unterscheiden, abgesehen vom Titel der zwar die Betitelung Neckar und aus Heilbronn weiterführte, dem aber das Dampfschiff fehlen ließ. Möglicherweise, weil die Neckardampfschifffahrt nicht mehr neu genug war und die inzwischen errichtete Eisenbahn fortschrittlicher und erfolgreicher schien. Im April 1856 erschien die letzte Ausgabe.
Bei Güldig erschienen in den Folgejahren beständig weitere demokratisch ausgerichtete Zeitungen für Heilbronn, die öfter den Namen, das Format und die Erscheinungsform wechselten. Am 1. Januar 1879 erschien die erste nachgewiesene Ausgabe der Heilbronner Zeitung (einst der Untertitel des Neckar-Dampfschiffs) im Verlag Güldigs. Güldig schied schon bald aus, die Heilbronner Zeitung bestand aber bis 1920 fort, als Heilbronner Abend-Zeitung sogar noch bis 1934.